# Mount-Lemmon-Observatorium

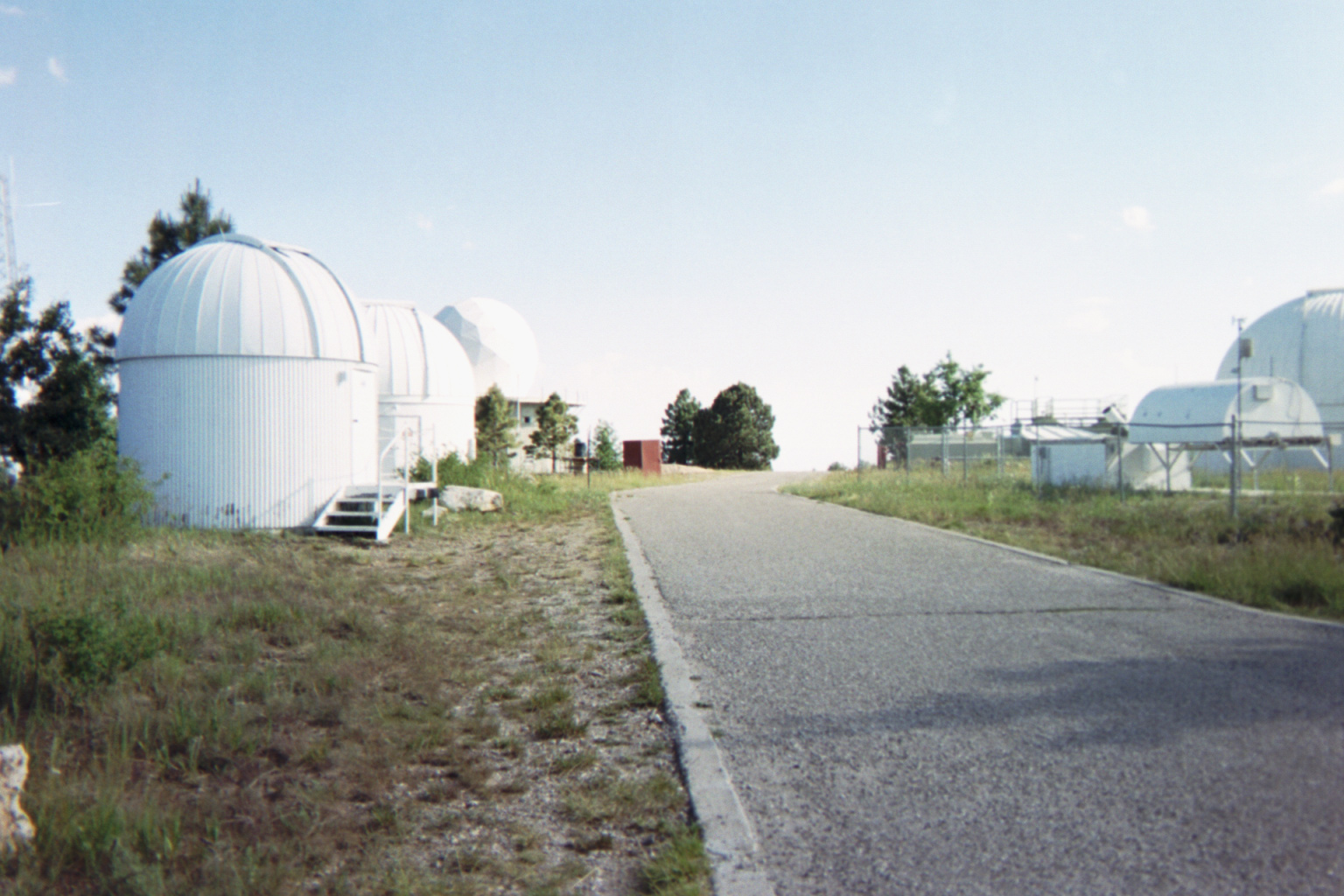
Teleskope des Mount Lemmon Observatory

Das Mount-Lemmon-Observatorium Mount Lemmon Observatory (MLO), auch als Mount Lemmon Infrared Observatory bezeichnet, ist ein astronomisches Observatorium und liegt in 2790 m Höhe auf dem Gipfel des Mount Lemmon in den Santa Catalina Mountains ungefähr 28 Kilometer (17 mi) nordöstlich von Tucson im US-Bundesstaat Arizona. Die Anlage im Coronado National Forest wird mit einer Ausnahmegenehmigung des U.S. Forest Service durch das Steward Observatory der University of Arizona betrieben und umfasst eine Anzahl unabhängig verwalteter Teleskope.

## Geschichte der Sternwarte
Das Mount-Lemmon-Observatorium wurde 1954 ursprünglich als Radarstation des Air Defense Command mit der Bezeichnung Mount Lemmon Air Force Station aufgebaut. Nach der Übergabe an das Steward Observatory im Jahre 1970 wurde die Anlage in ein Infrarot-Observatorium umgebaut. Bis 2003 wurde ein von Fort Huachuca aus gesteuerter Radarturm zur Beobachtung von Raketenstarts der White Sands Missile Range in New Mexico und der Vandenberg Air Force Base in Kalifornien genutzt.

## Instrumentierung

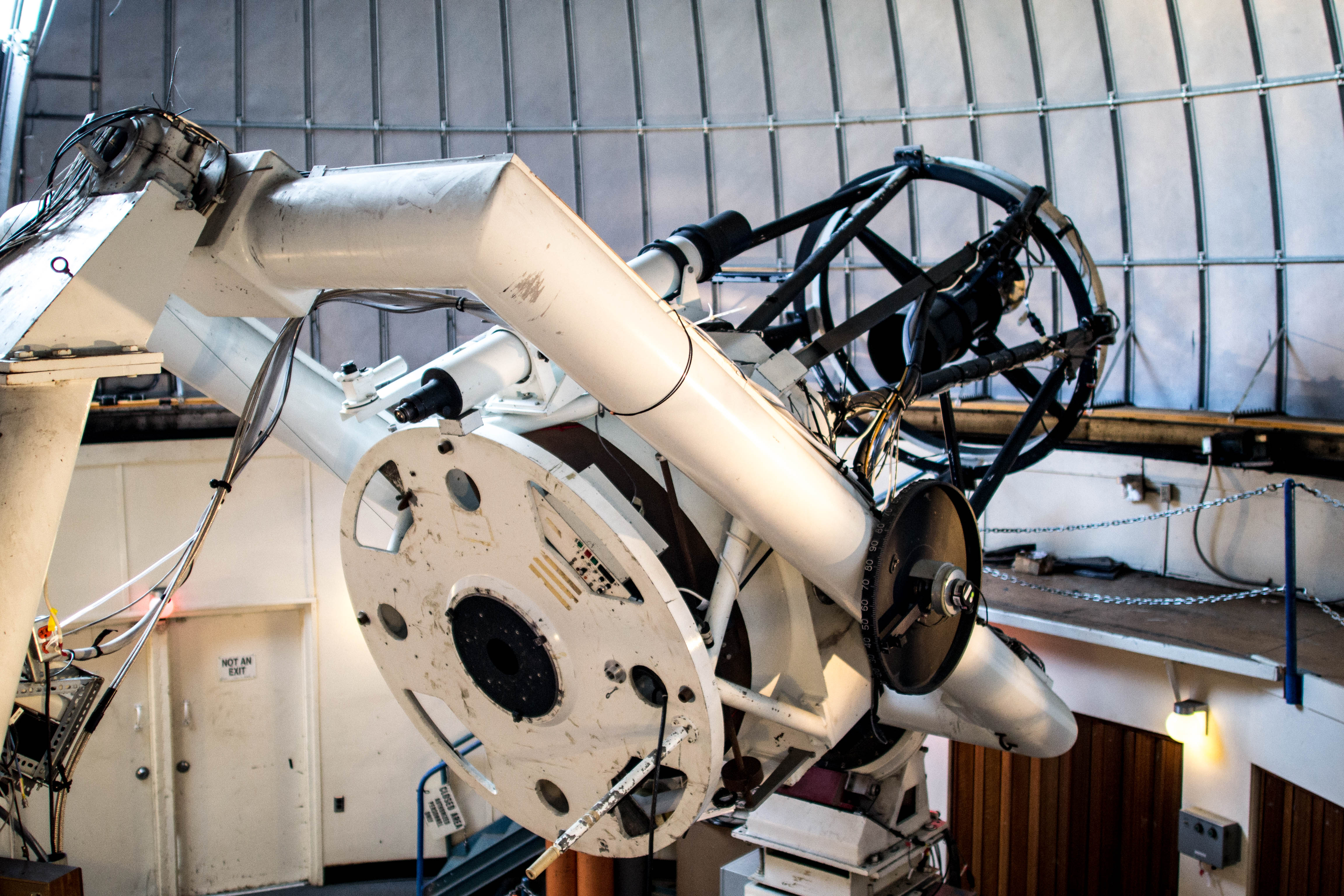
Das 1,52 Meter durchmessende Teleskop der Catalina Sky Survey

Die größten Teleskope des Observatoriums sind:
- Das 152-cm-Steward-Observatory-Teleskop ist ein Cassegrain-Teleskop und wird für die Mount Lemmon Survey (MLS) benutzt, welche Bestandteil der Catalina Sky Survey (CSS) ist[2]. Es wurde in den späten 1960er Jahren gebaut und war ursprünglich an der Catalina Station auf dem Mount Bigelow in den Santa Catalina Mountains installiert[1]. Im Jahr 1972 wurde es auf den Mount Lemmon gebracht und im Jahr 1975 an seiner jetzigen Stelle montiert[3]. Der originale metallene Hauptspiegel lieferte schlechte Qualität und wurde 1977 durch einen Glasspiegel aus Cer-Vit ersetzt.[4] Es ist eines der Teleskope, die von den Studenten im Rahmen der Astronomy Camps benutzt werden[5]. Mit ihm wurde der Asteroid (367789) 2011 AG5 entdeckt, der die Stufe 1 auf der Turiner Skala erreichte.[6]

- Ein sowohl im optischen Bereich als auch im nahen Infrarot benutzbares 152-cm-Dall–Kirkham-Teleskop wurde 1970 in Betrieb genommen und ist das einzige von der University of Minnesota (UMN) betriebene Instrument auf dem Mount Lemmon[7]. Es hat grundsätzlich dieselbe Bauart wie das 152-cm-Steward-Teleskop und ein weiteres in der Sternwarte in der Sierra San Pedro Mártir.[1] Der originale metallene Hauptspiegel zeigte dementsprechend dieselben Schwächen wie der des Stewart-Teleskops und wurde 1974 durch einen Glasspiegel aus Cer-Vit ersetzt[8]. Betrieben wurde das Teleskop in Zusammenarbeit mit der University of California, San Diego (UCSD)[9].

- Ein 1,02 m (40 Zoll) Spiegelteleskop nach dem seltenen Pressman-Camichel Design, bei dem der Hauptspiegel sphärisch und der Fangspiegel oblat ellipsoid ist. Ursprünglich im Catalina-Komplex installiert, wurde es 1975 zum Mount Lemmon Observatorium verlegt, 2008 überholt und 2009 in einer neuen Kuppel installiert. Es dient zur automatischen Weiteruntersuchung neu gefundener erdnaher Objekte.[10][11]

- Ein im Jahre 2003 installiertes vollautomatisches Teleskop mit einem Spiegeldurchmesser von 100 cm (39 in) ist das einzige Instrument auf dem Mount Lemmon, das vom Korea Astronomy and Space Science Institute (KASI) betrieben wird[12].

- Das 81-cm-Schulman-Teleskop (32 in) ist ein von RC Optical Systems gebautes Ritchey-Chrétien-Cassegrain-Teleskop und wurde im September 2010 installiert[13][14]. Es wird vom Mt. Lemmon SkyCenter betrieben und ist die größte Volkssternwarte in Arizona[13].